# Cordless

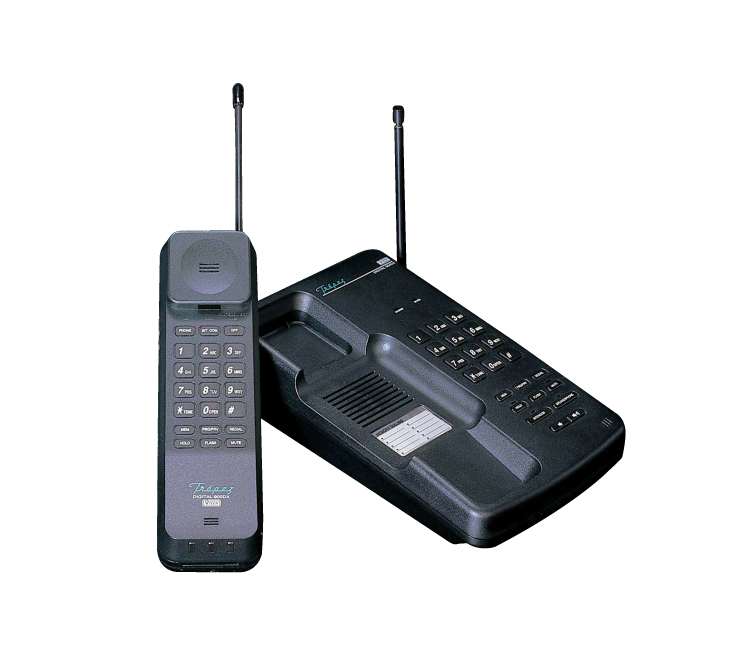
Telefono cordless e relativa base

Il termine cordless (dall'inglese "senza cavi") è usato comunemente per identificare le tecnologie di trasmissione che fanno uso di telefoni senza fili destinati all'uso domestico. Tali telefoni, simili ai telefoni cellulari, funzionano comunicando senza fili attraverso una radiocomunicazione con una piccola stazione radio base locale collocata in casa, allacciata alla normale linea telefonica (POTS o ISDN) tramite doppino telefonico e presa telefonica e alimentata elettricamente.

## Descrizione
La comunicazione radio fra stazione base e telefono è normalmente di tipo digitale (basata sulla tecnologia DECT), mentre la distanza massima è di circa 100 metri all'aperto. All'interno la portata si riduce notevolmente, ma è in genere più che sufficiente a far sì che sia possibile usare i cordless da qualsiasi punto della propria casa.
Dal punto di vista del gestore telefonico non c'è differenza fra telefonate effettuate con il cordless e quelle effettuate con il classico telefono fisso ed anche la tariffazione, pertanto, è la medesima.
Dal punto di vista delle precauzioni per le onde elettromagnetiche valgono quelle dei cellulari a cui vengono equiparati.